# Belmarsh Trackway
Der Belmarsh Trackway wurde im Jahre 2009 als hölzerner Bohlenweg zum Überqueren eines Moores in Plumstead, einem Stadtteil von London entdeckt, und auf etwa 4000 v. Chr. datiert.  Der Bohlenweg wurde angrenzend an ein altes Flussbett in 4,7 m Tiefe, unter einer zwei Meter dicken Torfschicht, bei der Erweiterung der Strafanstalt Belmarsh gefunden. Holzwege stellen die ältesten artifiziellen Wegeverbindungen dar.
In der Baugrube wurde auch ein wesentlich jüngerer Erlenstamm mit Bearbeitungsspuren einer bronzenen Axt entdeckt.
Die älteste Holzkonstruktion im Großraum London war zuvor der Bohlenweg in Silvertown, der auf 3340–2910 v. Chr. datiert wird.